# Ribbungene
Los ribbungene (del nórdico antiguo: los toscos) fue un grupo opositor durante las guerras civiles noruegas creado en 1219 por Gudolf de Blakstad sobre los restos de la facción bagler. Declararon a Sigurd Ribbung rey del este de Noruega y tuvieron cierta influencia en las regiones orientales del país. Al año siguiente se enfrentaron a los birkebeiner en Tyrifjorden, donde 240 ribbungene perecieron en el campo de batalla, pero Sigud logró escapar. En el invierno de 1221-1222 regresó Sigurd y tomó rehenes entre los campesinos de Røyse, y usó la isla de Frognøya como centro de operaciones. En 1223 Skule Bårdsson capturó a Sigurd, pero de nuevo logró zafarse de su prisión al año siguiente. Los ribbungene se mantuvieron fuertes en Romerike hasta 1127, cuando Haakon IV de Noruega los expulsó. Sigurd, no obstante, ya había muerto un año antes.